# 招商證券

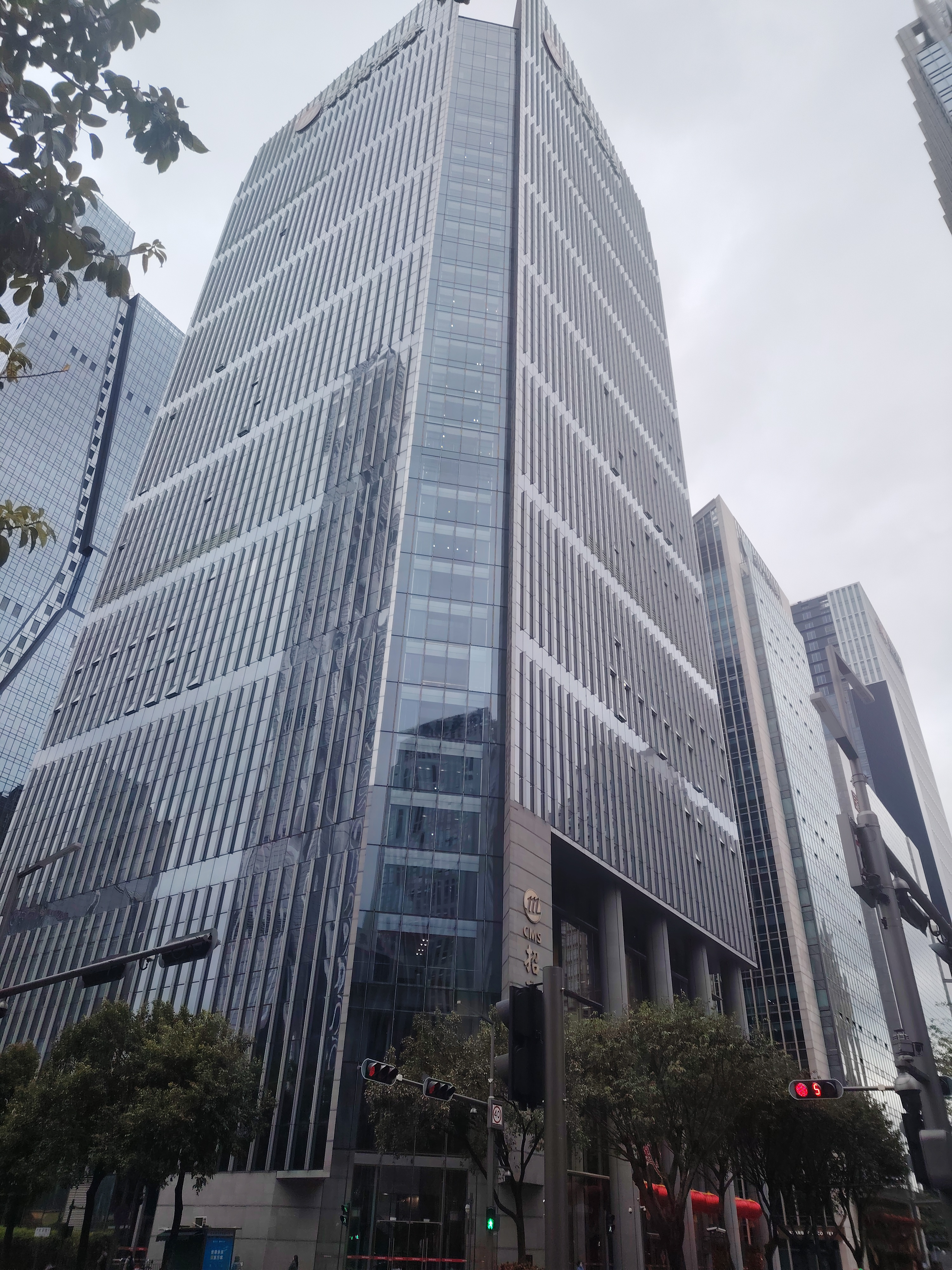
招商证券大厦，是招商证券总部

招商證券股份有限公司（上交所：600999、港交所：6099），簡稱招商證券，原是1991年成立的招商銀行證券業務部。1994年，它改建為招銀證券公司。1998年，增資改制並更名為國通證券有限責任公司。2001年，整體變更為國通證券股份有限公司。2002年，更名為招商證券股份有限公司。公司主要從事證券經紀、投資諮詢、交易、顧問、承銷與保薦、資產管理，為期貨公司提供中間介紹業務等。總部設在深圳。在证监会公布的2016年证券公司分类结果中，招商证券被评为AA级。
2009年，招商證券A股在上海證券交易所上市。2016年10月7日，招商證券H股在香港交易所挂牌上市，是中国内地赴港上市的第13家券商。
2013年10月16日招商證券計劃定向增發股份向不超過10名投資者發行不超過11.2億A股，發行價格不低於10.71元。集資不超過120億元人民幣，以補充資本金和營運資金，以免目前的淨資本水平制約創新業務發展。大股東深圳市集盛投資將認購不低於45.88%定增股份，以保持股比不被攤薄。2013年11月18日，公司召开2013年第二次临时股东大会，关于非公开发行A股股票的议案获得股东大会通过。
2021年7月24日，中国证券监督管理委员会发布《2021年证券公司分类结果》，共有103家券商参与。其中招商证券被评为AA级，与2020年持平。

## 事件
2017年9月13日，中国证监会创业板发审委审议8家创业板上市公司首发申请，其中4家上会未获得通过，其中智业软件、世纪恒通与广信科技三家公司的保荐商均是招商证券，情况罕见引发外界对招商证券的质疑。

## 外部連結
- 官方网站